# Poison Ivy (film)
Poison Ivy is een Amerikaanse film uit 1992 onder regie van Katt Shea. Later kwamen vervolgen Poison Ivy II: Lily (1996), Poison Ivy: The New Seduction (1997) en Poison Ivy 4: The Secret Society (2008) uit.

## Verhaal
Ivy is een manipulatief meisje dat met Sylvie omgaat. Wanneer ze een nacht komt logeren, blijft ze voor een lange tijd. Ze wordt na een tijd verliefd op Sylvie's vader Darryl en probeert hem te verleiden, ondanks dat hij een vrouw heeft. Zijn vrouw heeft problemen met drugs en hij zoekt troost bij Ivy. Ivy raakt geobsedeerd en vermoordt zijn vrouw. Wanneer Sylvie hierachter komt, is Ivy zelfs in staat van haar af te komen.

## Rolverdeling
| Acteur            | Personage      |
| ----------------- | -------------- |
| Drew Barrymore    | Ivy            |
| Sara Gilbert      | Sylvie Cooper  |
| Tom Skerritt      | Darryl Cooper  |
| Cheryl Ladd       | Georgie Cooper |
| Alan Stock        | Bob            |
| Leonardo DiCaprio | Guy            |